# حمید منوچهری
حمید منوچهری (۹ دی ۱۳۲۰ – ۱۱ مرداد ۱۴۰۲) گوینده، صداپیشه و بازیگر ایرانی بود.

## زندگی
حمید منوچهری در سال ۱۳۲۰ در تهران زاده شد. او در سال ۱۳۳۶ به تشویق دوست خود هوشنگ کاظمی با نمایش‌های رادیویی آشنا شد و یک سال بعد برای فراگیری رازهای کار تئاتر افتخار شاگردی رفیع حالتی را پیدا کرد و در همان سال نیز از طریق هوشنگ کاظمی با حرفهٔ دوبلاژ آشنا شد. در سال ۱۳۴۲ نصرت‌الله محتشم او را به رادیو ایران برد. در سال ۱۳۵۱ کارگردانی برنامه کودک رادیو را به عهده گرفت و تا سال ۱۳۵۷ چند برنامه دیگر را نیز کارگردانی کرد. در سال ۱۳۶۰ کارگردانی صبح جمعه با رادیو را به عهده گرفت و تا سال ۱۳۶۵ به فعالیت خود ادامه داد و بعد از آن در عصر جمعه و برنامه‌های ویژه رادیو به کارگردانی و ایفای نقش پرداخت و در فیلم‌های سینمائی «مشت و تفنگ شکسته»، «شیطان صفتان»، «مأموریت»، «چهره دوم»، «سقوط»، «جغدها» و مجموعه تلویزیونی «یکی از این روزها»، «داستان یک زندگی» و «معمای شاه» نیز حضور فعال داشته‌است.
او چهارشنبه ۱۱ مرداد ۱۴۰۲ در بیمارستان شهرام تهران به‌علت شکستگی لگن و عارضه ریوی در ۸۱ سالگی درگذشت.
سایر فعالیت‌ها
- کارگردانی و گویندگی رادیو از ۱۳۴۲
- بازی در تئاتر و سینما و تلویزیون
- مجری برنامه پایان دوران گویندگی در نقش‌های مختلف سوم و چهارم در فیلم و سریال (در سریال‌ها بیشتر مدیریت دوبلاژ)
  - نقش‌های شاخص: کارتون: کارآگاه گجت (کلاه) – میتی کومان (نقش‌های منفی)، فیلم کلاه (رنه لفر / ژیلبر وارنو) - رمز شرافت[۲]
- مدیریت دوبلاژ: وسوسه شیطان – پسران بد ۲ (دوبله تلویزیونی) – حرفه خانوادگی – تعقیب کوبنده و …

## فیلم‌شناسی

### بازیگر
1. معمای شاه (۱۳۹۴)
2. تازیانه بر باد (۱۳۷۴)
3. منطقه ممنوع (۱۳۷۳)
4. مشت (۱۳۶۳)
5. شبکه صفر (۱۳۵۶)

### صداپیشه

#### ایرانی
- کمیته مجازات ۱۳۷۷
- سفر پرماجرا ۱۳۷۴

#### خارجی
- چشم طلایی
- دنیا کافی نیست
- فردا هرگز نمیرد
- ام ۱۹۳۱
- ۱۲ مرد خشمگین ۱۹۵۷
- مردی به نام ایپ ۲۰۰۸
- خداحافظی طولانی (فیلم ۱۹۷۳)
- شورش در کشتی بونتی (دوبله دوم)
- المر گنتری (دوبله دوم)